# Medalla por la Victoria sobre Alemania en la Gran Guerra Patria 1941-1945
La Medalla por la Victoria sobre Alemania en la Gran Guerra Patria 1941-1945 (en ruso: медаль «За победу над Германией в Великой Отечественной войне 1941—1945 гг.») es una medalla de campaña de la Unión Soviética establecida el 9 de mayo de 1945 por decreto del Presídium del Sóviet Supremo de la Unión Soviética, para conmemorar la victoria soviética sobre la Alemania Nazi en  la Segunda Guerra Mundial. El estatuto de la medalla fue posteriormente modificado el 18 de julio de 1980 por decreto del Presídium del Soviet Supremo de la URSS N.º 2523-X.
Fue una de las condecoraciones más concedidas de la Unión Soviética, se concedió a aproximadamente a 14 933 000 personas, incluidos personal de las Fuerzas Armadas de Bulgaria, Polonia, Rumanía y otros países aliados que combatieron junto al Ejército Rojo al final de la guerra

## Reglamento
La Medalla por la Victoria sobre Alemania en la Gran Guerra Patria 1941-1945 se otorgaba a:
- Todos los militares y personal civil que participaron directamente en las filas del Ejército Rojo, la Armada y las tropas de la NKVD en los frentes de la Guerra Patria, o que aseguraron la victoria con su trabajo en los distritos militares;[1]
- Todo el personal militar y civil que sirvió durante la Gran Guerra Patria en las filas del Ejército Rojo, la Armada y las tropas de la NKVD, pero que los abandonó debido a heridas, enfermedades y lesiones, así como también fueron trasladados por decisión de organizaciones estatales y del partido a otra trabajo fuera del ejército.[1]

De acuerdo con el anexo al Reglamento sobre la medalla, aprobado por decreto del Presídium del Sóviet Supremo de la URSS de fecha 7 de mayo de 1945, la medalla también se concedió al personal de los órganos del Comisariado del Pueblo del Interior y del Comisariado del Pueblo de Seguridad del Estado de la URSS.
La medalla se lleva en el lado izquierdo del pecho y, en presencia de otras medallas de la URSS, se coloca después de la Medalla por la Defensa del Ártico soviético. Si se usa en presencia de órdenes o medallas de la Federación de Rusia, estas últimas tienen prioridad.

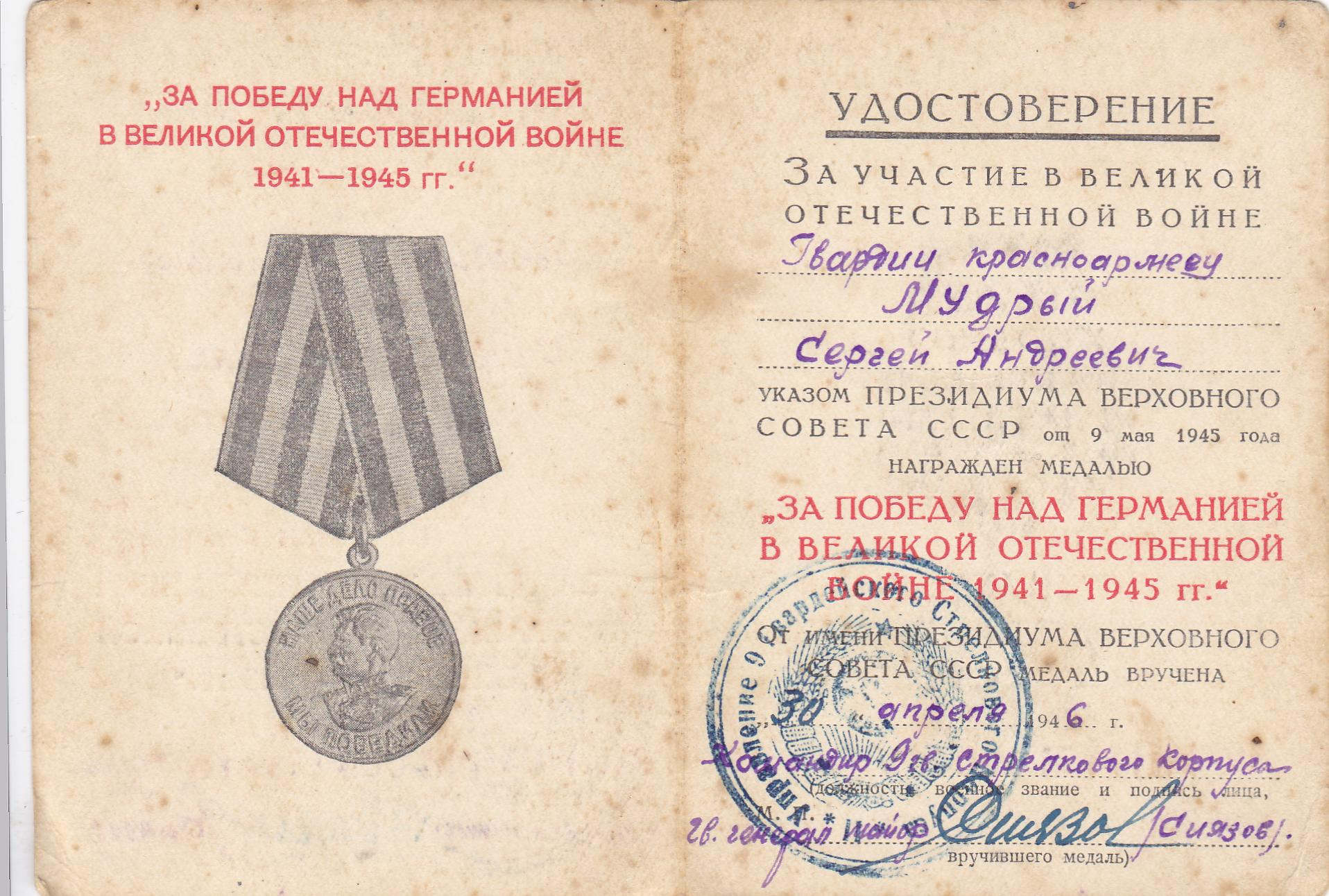
Certificado de la Medalla

Cada medalla venía con un certificado de premio, este certificado se presentaba en forma de un pequeño folleto de cartón de 8 cm por 11 cm con el nombre del premio, los datos del destinatario y un sello oficial y una firma en el interior. Por el decreto del 5 de febrero de 1951 del Presídium del Sóviet Supremo de la Unión Soviética, se estableció que la medalla y su certificado quedarían en manos de la familia tras la muerte del beneficiario.
Las personas galardonadas con esta medalla, posteriormente tuvieron derecho a recibir las distintas medallas conmemorativas en memoria de la victoria soviética en la Gran Guerra Patria de 1941-1945.
La concesión de la medalla se hacía en nombre del Presídium del Sóviet Supremo de la Unión Soviética sobre la base de documentos que atestiguaran la participación real en la Gran Guerra Patriótica emitidos por los comandantes de unidad, los jefes de establecimientos médicos militares o los comités ejecutivos regionales o soviéticos de la ciudad. El personal militar en servicio recibía la medalla de su comandante de unidad, los militares retirados del servicio militar recibieron la medalla de un comisionado militar regional, municipal o de distrito en la comunidad en la que viviera el destinatario.

## Descripción

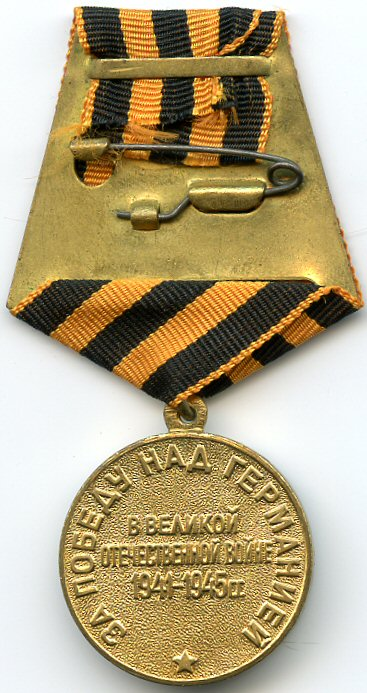
Reverso de la Medalla

Es una medalla circular de bronce de 32 mm de diámetro con un borde elevado en ambos lados.
En su anverso, se puede observar el busto de perfil izquierdo de Iósif Stalin con el uniforme de mariscal de la Unión Soviética, a lo largo de la circunferencia superior de la medalla, se encuentra la inscripción en relieve «NUESTRA CAUSA ES JUSTA» (en ruso: НАШЕ ДЕЛО ПРАВОЕ; NASHE DELO PRAVOE) y a lo largo de la circunferencia inferior de la medalla, está la inscripción en relieve «HEMOS GANADO» (en ruso: МЫ ПОБЕДИЛИ; MI POBEDILI).
En el reverso, en la parte inferior, una pequeña estrella de cinco puntas, a lo largo de la circunferencia de la medalla, la inscripción en relieve «POR LA VICTORIA SOBRE ALEMANIA» (en ruso: «ЗА ПОБЕДУ НАД ГЕРМАНИЕЙ»), en el centro, la inscripción en relieve en tres filas «EN LA GRAN GUERRA PATRIÓTICA DE 1941-1945» (en ruso: « В ВЕЛИКОЙ ОТЕЧЕСТВЕННОЙ ВОЙНЕ 1941-1945 ГГ»).
Todas las inscripciones e imágenes de la medalla son convexas.
La medalla está conectada con un ojal y un anillo a un bloque pentagonal cubierto con una cinta de muaré de seda de 24 mm de ancho. En la cinta hay cinco franjas longitudinales alternas de igual ancho: tres negras y dos naranjas. Los bordes de la cinta están bordeados por estrechas franjas naranjas.
La Medalla por la Victoria sobre Alemania es muy parecida a la Medalla por la Victoria sobre Japón, no solo por su posición dentro el escalafón, sino por su propia descripción. En las dos aparece la imagen de Stalin (la de Alemania mira a occidente y la de Japón mira a oriente).

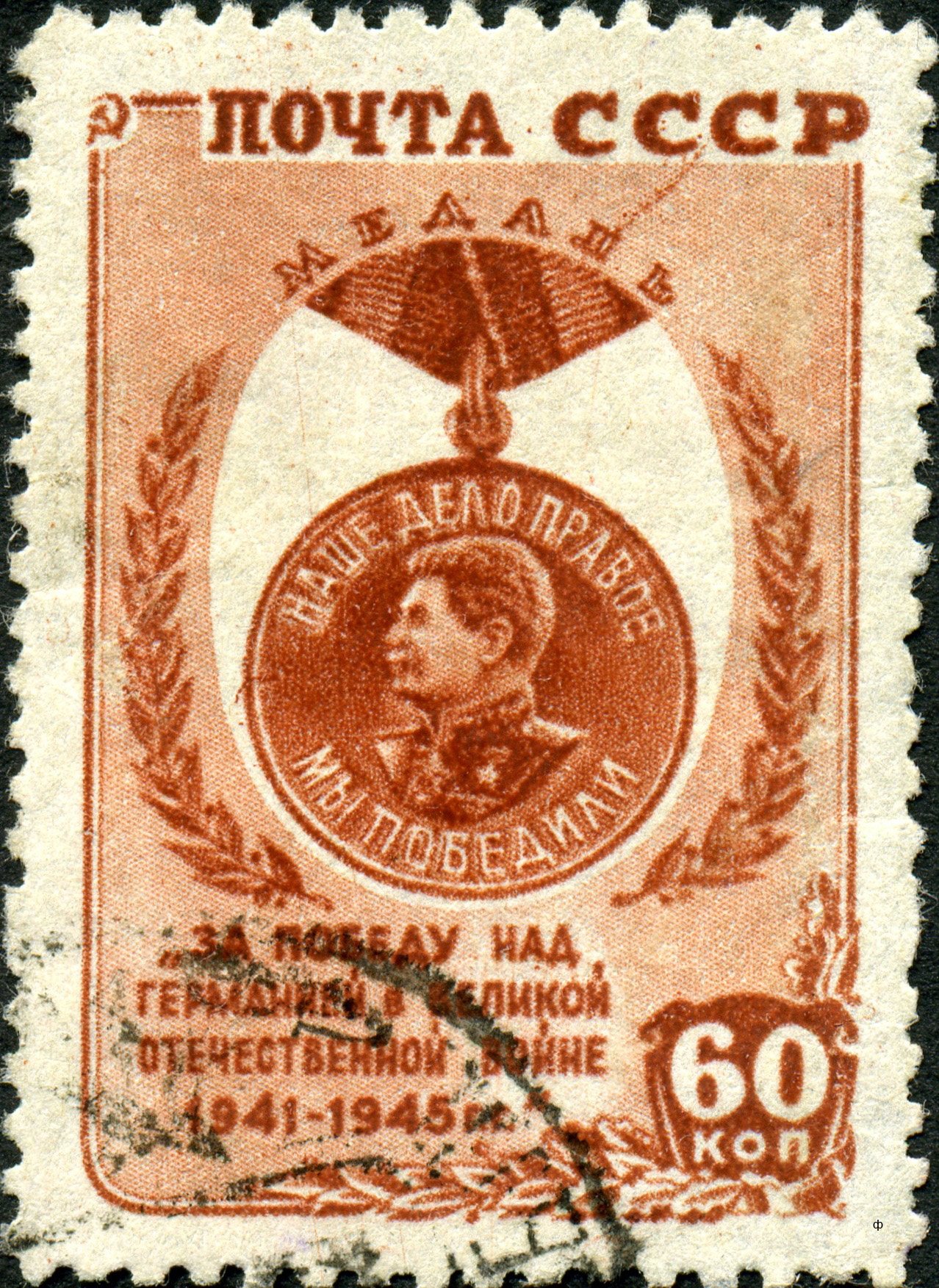
Sello soviético de 60 kopeks en el que representa la Medalla de la Victoria sobre Alemania en la Gran Guerra Patria.